# Eiji Wentz
Eiji Wentz (ウエンツ瑛士) (Tóquio, Japão, 8 de outubro de 1985), é um ator e cantor japonês de ascendência norte-mericana e alemã.

## Carreira musical
Iniciou sua carreia como modelo em 1989, aos 9 anos. Aos 11 anos, atuou no videoclipe de "In Silence" da banda Luna Sea.
Após o termino de Tensai Terebi-Kun, Wentz começou um banda chamada WaT com o Teppei Koike. Eles começaram em 2002 com performances na rua. Em Fevereiro de 2004, Eles lançaram um CD Indie. Em Agosto de 2005, eles assinaram com a Universal Music e tiveram sua grande "estréia" em Novembro de 2005.

## Filmografia

### Programas de Televisão
- Hayami English Network (1994 - 1995)
- Tensai Terebi-kun / Tensai Terebi-kun Wide (Abril de 1995 - Março de 2000)
- Chikara no Kagiri Go Go Go!! (Outubro de 2001 - Fevereiro de 2002)
- Shūkan Tokudane Kazoku!! (Outubro de 2002 - Deczembro de 2002)
- F2/F2-X (Outubro de 2002 - Setembro de 2004)
- Pretty Kids (Outubro de 2004 - Março de 2005, como apresentador)
- Hanataka Tengu (Abril de 2005 - Setembro de 2005)
- Barioku! (Outubro de 2005 - Março de 2006, Como apresentador)
- Ame nimo Makezu (Abril de 2006 - Setembro de 2006, como apresentador)
- Ponkikki (Abril de 2006, Março de 2007, como apresentador)
- D no Gekijō (Setembro de 2006 - Setembro de 2007)
- Nōnai Esthe IQ Supli (Maio de 2004 - presente)
- Ainori (April de 2006 - presente, como apresentador)
- Dokusen! Kinyōbi no Kokuhaku (outubro de 2007 - presente)
- Kentei Japon (Abril de 2008 - presente)
- Sakiyomi (Julho de 2008 - presente)

### Seriados
- Nodame Cantabile SP - Frank Lantoine (Fuji TV, 2008)
- Kirakira Kenshui - Ken Tachioka (TBS, 2007)
- Rondo - Masato Toda (TBS, 2006)
- Tadashii Renai no Susume - Hiroaki Takeda (TBS, 2005)
- Gokusen 2 - Masato Yuuki (NHK, 2005)
- Aatantei Jimusho - Yusuke Inaba (TV Asahi, 2004, ep3)
- Fujiko Hemingu no Kiseki - Urufu Otsuki (Fuji TV, 2003)
- Lion Sensei - Takumi Furuta (NTV, 2003)
- Gokusen - Masato Yuuki (NTV, 2002, ep6)
- Tantei Kazoku - Yuki Tomoda (NTV, 2002)
- Toshiie and Matsu - Ranmaru Mori (NHK, 2002)
- Kyuumei Senshi Nano Seibaa (NHK, 1995)

### Filmes
- Gegege no Kitaro 2- Kitaro (2008)
- Gegege no Kitaro - Kitaro (2007)
- Captain Tokio- Furuta (2007)
- My Favorite Girl (2006)
- Brave Story - Mitsuru (2006)
- Lovely Complex - Yoshiko Dancing (2006)
- Kamen Rider The First - Haruhiko Mitamura (2005)